# Война восьми святых
Война́ восьми́ святы́х (итал. Guerra degli Otto Santi) — война между Папским государством во главе с папой Григорием XI и коалицией итальянских государств во главе с Флоренцией в 1375—1378 гг.

## Причины

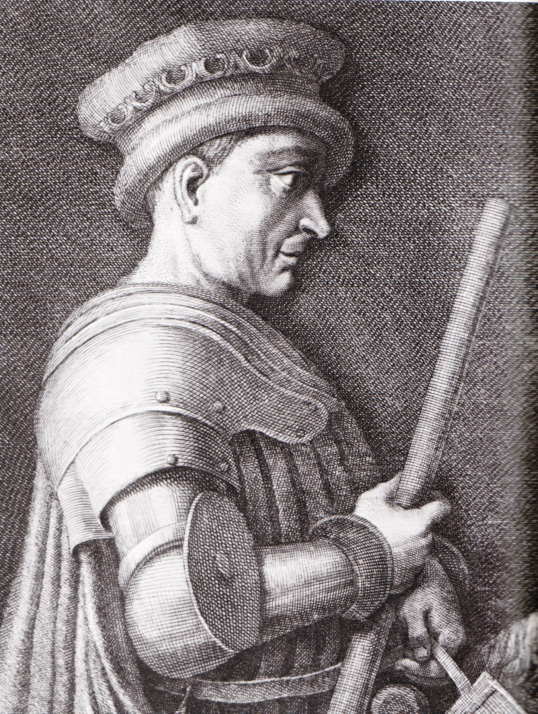
Джон Хоквуд

В 1370-х годах папская курия начала строить планы по возвращению своего влияния в центральной Италии, чего опасались многие итальянские города. Так, Флоренция участвовала в конфликте из-за того, что курия присоединила к своим владениям Романию и Умбрию, игравшие важную роль в хозяйственной жизни города. В свою очередь, Григорий XI был недоволен отказом Флоренции помочь ему во время войны с правителем Милана Бернабо Висконти. В 1375 году, когда война подходила к завершению, многие флорентийцы боялись, что папа обратит свой взор на Тоскану.
Кроме того, жителям папских городов доставляли много проблем безработные наёмники, нанятые Григорием XI для участия в войне против Милана.

## Война
Поводом стал конфликт Флоренции с папским легатом в Болонье, запретившим продавать флорентийцам зерно. Весной 1375 года он направил на город войско английского наёмника Джона Хоквуда. Но флорентийская комиссия отдала ему 130 000 флоринов, собранных с местного духовенства (епископы, аббаты, монастыри и духовные учреждения), а также обязалась выплачивать ежегодное вознаграждение и пожизненную пенсию, равные 600 и 1200 флоринов чтобы он отказался от похода против Флоренции.
Флоренция создала альянс с Миланом в июле 1375 года, ещё до начала войны. Также во многие города папы были отправлены агенты, целью которых было формирование народных волнений. Это было несложно, и скоро жители городов Поджо, Монтефьякони и Перуджи уничтожили многих представителей городской администрации, чем дали Флоренции преимущество на первых этапах войны. К антипапскому союзу присоединилось около 80 городов и крепостей, получивших от Флоренции знамя свободы, объявив себя независимыми республиками.
14 августа 1375 года для управления городом в период боевых действий во Флоренции была создана особая комиссия, которая называлась коллегией Восьми по ведению войны, или — с традиционной флорентийской лаконичностью — Восемью войны (итал. Otto della guerra). Поскольку они возглавляли войну против самого римского папы, их в шутку именовали Восемью святыми (итал. Otto santi), так как только святые могли набраться смелости воевать с наместником Бога на земле. Отсюда вся война получила название войны Восьми святых. В состав комиссии входили по четыре представителя аристократических родов флорентийской элиты и купеческих гильдий (шерстоделы, торговцы вином, зерном и пряностями): Алессандро Барди, Джованни Дини, Джованни Магалотти, Андреа Сальвиати, Гуччо Гуччи, Томмазо Строцци, Маттео Сольди и Джованни Мони.
31 марта 1376 года Григорий XI наложил на Флоренцию интердикт, отлучил всех её жителей и призвал всех европейских монархов изгнать флорентийских купцов. Это нанесло ощутимый удар по городу, поскольку именно заработанными на торговле деньгами оплачивались услуги кондотьеров.

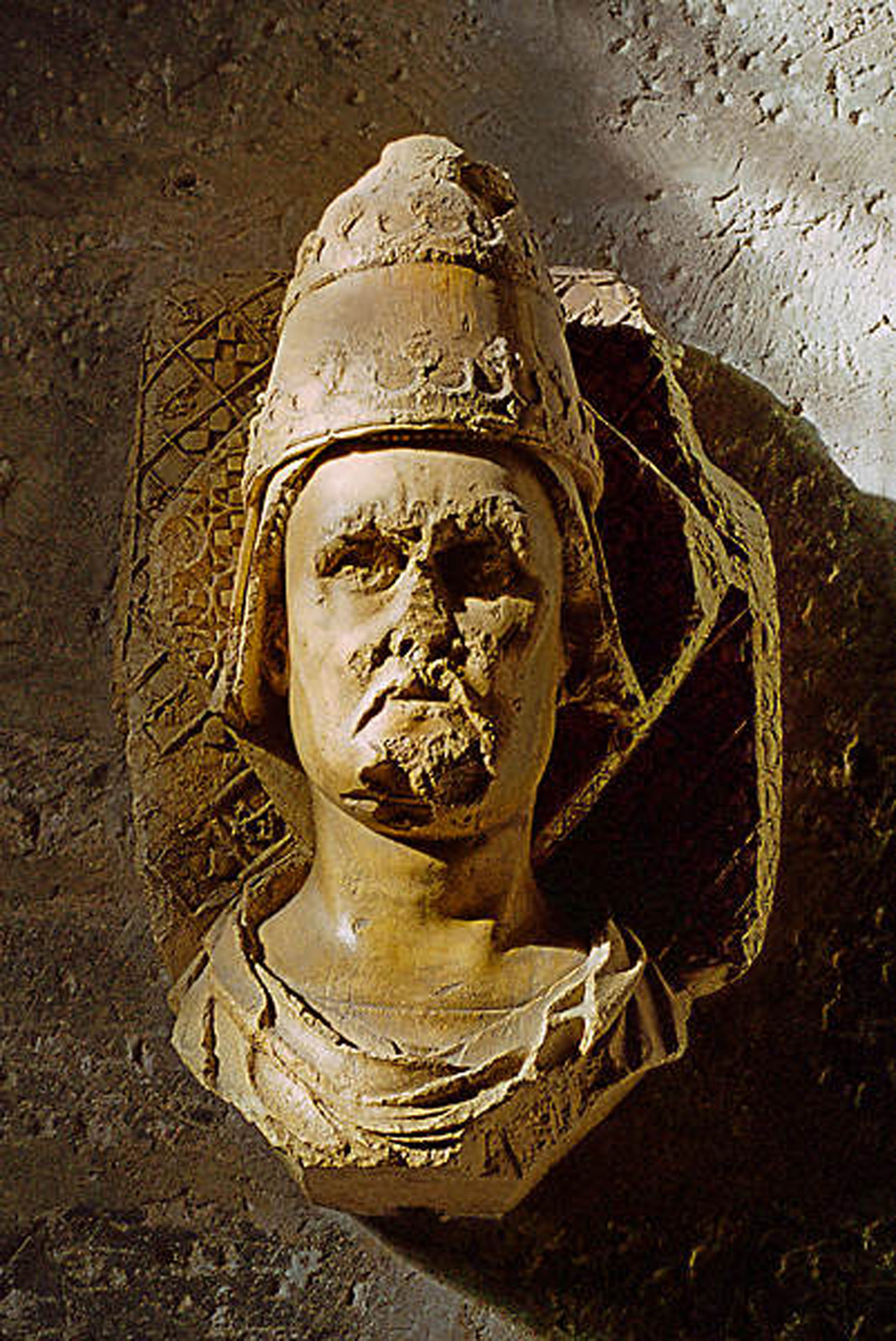
Роберт Женевский (будущий авиньонский антипапа Климент VII) — командир войск Папы с 1377 года

В 1377 году кардинал Роберт Женевский (будущий авиньонский антипапа Климент VII) возглавил армию из 6000 бретонцев, направленную на подавление восстания. С 1 по 3 февраля она устроила резню в Чезене, где уничтожила 4 тысячи бунтовщиков.
Хоквуд придерживался условия своего договора с Флоренцией, не воюя в Тоскане, подавляя восстания в Папской области. Но в 1377 году он оставил Григория XI, присоединившись к антипапской коалиции. Летом 1377 года папские кондотьеры отвоевали Болонью, что позволило открыть дорогу на несколько городов, поддерживающих Флоренцию.
Весной 1378 года в Сарцане произошла встреча, где присутствовали послы Рима и Флоренции, представители императора, королей Франции, Венгрии, Испании и Неаполя. В ходе этой конференции было объявлено, что папа только что скончался (в ночь с 26 на 27 марта 1378).

## Окончание
В июле 1378 года в городе Тиволи был заключен мирный договор, принятый папой Урбаном VI в связи со смертью его предшественника и началом великого западного раскола. Согласно документу, Флоренция выплачивала Папе 200 000 флоринов (Григорий XI требовал 1 000 000), обязывалась отменить все постановления против церкви, а также возвратить всю конфискованную у духовенства собственность. Папа в свою очередь отменял интердикт.